# Cheilosia latigena
Cheilosia latigena är en tvåvingeart som beskrevs av Barkalov och Peck 1994. Cheilosia latigena ingår i släktet örtblomflugor, och familjen blomflugor.
Artens utbredningsområde är Kazakstan. Inga underarter finns listade i Catalogue of Life.